# Ségomon
Ségomon est une épithète du dieu Mars ou une divinité assimilée au dieu Mars des Romains.

## Étymologie et terminologie
Selon Delandine, le nom de Ségomon donné au Mars gaulois serait une désignation locale. Il pense que c'est le Mars des Ségusiens, qui appliquaient ordinairement un surnom tiré de leur nom à leurs divinités ; c'est ainsi qu'ils appelèrent Cérès « Segestc » ; Cybèle « Segusie », et Mars « Segomon ». Ce nom viendrait de « rémunérateur ». Il est également possible qu'il s'agisse d'une épithète.

## Attestations
Un « Mars Ségomon » a été trouvé à Culoz dans le département de l'Ain, où Ségomon n'est qu'une épithète donnée à Mars. L'inscription porte : N(umini Aug(usti) deo Marti Segomoni dunati. De même, l'inscription trouvée en 1703 dans les fondations de l'église d'Arinthod porte : Marti Sogo/moni sacr/um Paternus / Dagusae f(lilius) / v(otum) s(olvit) l(libens) m(erito).
Nous le retrouvons sur un monument votif du Bugey, et d'autres inscriptions prouveraient que Ségomon est un dieu local et un nom propre, ce sont des inscriptions qui le portent seul, Segomoni Cunctino. L'inscription de Culoz porte à croire qu'il s'agit d'un dieu Ségusien. La racine « seg », « sego » a donné naissance à Ségusie et le dieu Ségomon a dû être adoré dans la Séquanie, d'où « Segobodium », « Seveux », et le monument de Culoz. Les Gaulois de plusieurs nations, même rivales, pouvaient adorer le même « Mars Ségomon », tout comme ils avaient un culte pour d'autres dieux communs.

## Fonction
Ségomon a peut-être été le protecteur des récoltes.